# Zhovtneva Revoliutsiya
Radisne (en ucraniano: Радісне) es un pueblo ucraniano perteneciente al óblast de Odesa. Situado en el suroeste del país, es parte del raión de Odesa y del municipio (hromada) de Avanjard.

## Toponimia
Hasta 2016 se denominó Zhovtneva Revolutsiya (en ucraniano: Жовтнева Революція; en ruso: Жовтневая Революция) en honor a la Revolución de Octubre, hasta que fue cambiado por las leyes de descomunización de Ucrania.El nombre oficial en ruso es Radostnoye (en ruso: Радостное). 

## Demografía
La evolución de la población de Radisne entre 1989 y 2001 fue la siguiente:
| 674                                                           | 683 |
| (Fuente: Cities & Towns of Ukraine y UKRAINE: Größere Städte) |     |

Según el censo de 2001, la lengua materna de la mayoría de los habitantes, el 90,04%, es el ucraniano; y del 9,22%, el ruso.